# 奧德米拉
37°35′N 8°38′W / 37.583°N 8.633°W
奧德米拉（葡萄牙語：Odemira），是葡萄牙的城鎮，位於該國南部，處於貝雅西南面100公里，由貝雅區負責管轄，面積1,719.73平方公里，2001年人口26,106，人口密度為每平方公里15.18人。